# إنها الثورة يا مولاي (كتاب)
كتاب إنها الثورة يا مولاي هو مؤلف للمفكر والسياسي التونسي والمعارض السابق لنظام بنعلي، المنصف المرزوقي، والرئيس السابق بعد الثورة التونسية.
يرى الكاتب أنه من سنن التاريخ أنه لا تقوم ثورة إلا وقامت لها ثورة مضادة، وأنَّ لكل ثورة ثمنا باهظا، وأن الثوار ليسوا من يجنون ثمار الثورة، ولا تظهر ثمارها على المدى القصير.
يتحدث المنصف المرزوقي عن علاقته بديكتاتورية الرئيس المخلوع زين العابدين بن علي، منذ أن بدأ النظام يكشر عن أنياله الديكتاتورية ووجهه الحقيقي، ويسرد الكاتب مساره النظالي كرونولوجيا، كشاهد على تلك الحقبة، وأن القمع والاضطهاد لم يتوقف يومًا، وشراسة وخطورة المواجهة مع الاستبداد، خلال تجربته الخاصة عندما كان في الرابطة التونسية للدفاع عن حقوق الإنسان، التي ترأسها من 1989 إلى 1994 والمجلس الوطني للحريات في تونس من 1998 إلى 2000 والمؤتمر من أجل الجمهورية الذي أسسه مع نخبة من أكثر المناضلين صلابة في العام من أجل الحريات والحقوق.
كما يعرض الكاتب لتجربته الخاصة في السجن والتهديدات التي كانت تحوم حوله إلى درجة التهديد بالقتل، إضافة إلى طرده من منصبه الأكاديمي كأستاذ في الطب بكلية سوسة، ومنعه من السفر، إضافة إلى محاصرته في بيته مع إقامة جبرية غير معلنة.

## القيمة الفكرية
يعتبر الكتاب كشهادة على العصر على حقبة ديكتاتورية شرسة من تاريخ تونس من خلال تجربة شخصية للكاتب في صراع غير متكافي مع منظومة الدعاية والسيطرة تحت حكم ابن علي.

## مقياس الديمقراطية
كان المرزوقي من المنظرين لحياة وردية في عالم السياسة العربية. لكن تبيّن من خلال التجربة السياسية الحالية على قصرها، أنّ الديمقراطية لا تقاس إلا على محكّ الواقع.
ويطرح عدة تساؤلات، فهل أن النهوض الذي طالما نظر له وحلم به ودافع عنه في كتاباته ستبقى قيمة صورية؟ وأين هي من كرامة المواطن وسيادة الشعب وشرعية الدولة؟
المحك الحقيقي هو في إيجاد وصناعة آليات هذا النهوض.

## مقالات ذات صلة
- الانتقال الديمقراطي في تونس
- المنصف المرزوقي
- قائمة مؤلفات منصف المرزوقي